# Recensământul Statelor Unite ale Americii din 1950

Animaţie prezentând ordinea intrării statelor în Uniune (1776 - 1959)

Recensământul Statelor Unite ale Americii din 1950 (engleză United States Census, 1950, conform originalului The United States Census of 1950) a fost cel de-al șaptesprezecelea din recensămintele efectuate o dată la zece ani în Statele Unite ale Americii, fiind al șaptesprezecelea dintr-o serie ce cuprinde azi 23 de calculări ale populației Uniunii. 
Cel de-al Șaptesprezecelea Recensământ al Statelor Unite, efectuat și coordonat de Oficiul de Recenzie al Statelor Unite ale Americii, a determinat populația rezidentă a Uniunii de a fi de 150,520,798, ceea ce reprezintă o creștere de 13,88 % față de 132.164.569 persoane (rezultat final) înregistrate în timpul recensământului anterior, cel din 1940.  Data efectuării recensământului a fost 1 iunie 1950. 

## Componența Statelor Unite ale Americii în 1950
În 1950, la data încheierii recensământului, Statele Unite aveau 48 de state, Uniunea fiind constituită din cele 48 de state, care constituiseră Uniunea în 1940, anul celui de-al șaisprezecelea recensământ. 
După admiterea statelor New Mexico, la 6 ianuarie 1912 și Arizona, la 14 februarie 1912, ca cel de-al 47-lea, respectiv cel de-al 48-lea state ale Uniunii, pentru următorii 47 de ani, (1912 - 1959), nici un alt teritoriu al Statelor Unite nu va deveni stat al acestora.  Doar în 1959, alte două state se vor alătura Uniunii, Alaska și Hawaii, ridicând numărul entităților componente ale Uniunii la cel actual, 50. 